# Hemileuca latifascia
Hemileuca latifascia är en fjärilsart som beskrevs av Barnes och Mcdunnough 1916. Hemileuca latifascia ingår i släktet Hemileuca och familjen påfågelsspinnare. Inga underarter finns listade i Catalogue of Life.